# 골롬트 은행
골롬트 은행(몽골어: Голомт банк)은 몽골에 본사를 둔 공개 거래 금융 서비스 회사이다.
골롬트 은행은 1995년 몽골이 계획 경제에서 시장 경제로 전환하던 시기에 설립되었다. 2025년 기준으로 골롬트 은행은 약 2,700명의 직원을 고용하고 100만 명 이상의 고객에게 서비스를 제공한다. 본사는 울란바토르에 있다.

## 역사
골롬트 은행은 몽골이 계획 경제에서 시장 기반 시스템으로 전환하는 동안 1995년 3월 6일에 설립되었다. 4명의 직원과 4억 MNT의 자본금으로 시작하여 은행은 빠르게 업계의 선구자로 자리매김했다. 1995년부터 수많은 상품과 서비스를 도입했다.

## 주요 특징
1990년대: 국제 결제 카드 시스템, 인터넷 뱅킹, 24시간 뱅킹 서비스, ATM, 웨스턴 유니온 송금 서비스를 도입했다.
2000년대: 복합 이중 통화 카드를 출시했으며, 중국 외 지역에서 최초로 유니온페이 위안화 카드를 발행했다.
2010년대: 스마트폰 기반 애플리케이션을 통한 스마트 뱅킹 서비스, 아메리칸 익스프레스® 골드 및 그린 카드, 2016년 몽골 최고의 혁신으로 선정된 제스 신용카드와 간 스틸 카드를 출시했다.
2020년대: 사용 편의성과 시간 절약형 거래를 위해 설계된 핀테크 솔루션인 소셜페이 디지털 지갑을 도입했다.
2024년 골롬트 은행은 총자산 15조 4천억 MNT로 몽골에서 두 번째로 큰 은행이 되었으며, 전년 대비 32.5% 증가했다. 총 대출 시장의 20.1%, 총 예금의 20.1%, 금 시장의 44.9%를 점유했다.

## 국제 채권 발행
2024년 골롬트 은행은 국제 시장에서 4억 달러 규모의 무담보 채권을 발행함으로써 몽골 민간 부문에서 중요한 이정표를 달성했다.
• 2024년 5월: 3억 달러 채권 발행.
• 2024년 12월: 추가로 1억 달러 채권 발행.
이러한 발행은 10년 이상 만에 몽골 기업들이 국제 금융 시장에 접근할 수 있도록 하는 핵심 단계가 되었다.

## 디지털 혁신
2024년 골롬트 은행은 애플 페이를 통합한 최초의 몽골 상업은행이 되어 아이폰, 애플 워치, 맥, 아이패드를 통해 원활하고 안전한 결제를 가능하게 했다. 또한 위챗 페이, 알리페이, 유니온페이 애플리케이션 통합을 개척하여 고객들이 특히 중국에서 편리한 거래를 위해 비즈니스 카드를 연결할 수 있도록 했다.

## 수상 및 인정
골롬트 은행은 몽골 금융 부문에 대한 공헌으로 다양한 상을 받았다.
• 더 뱅커의 올해의 은행상에서 몽골 최고의 은행으로 9번 선정되었다.
• 2024년 글로벌 파이낸스에 의해 몽골 최고의 은행으로 선정되었다.
• 글로벌 파이낸스에서 혁신적인 핀테크 솔루션으로 몽골 최고의 디지털 은행으로 인정받았다.
• 몽골 조직 최초로 그레이트 플레이스 투 워크(Great Place to Work) 인증을 세 번 받았다.
• 2024년 CEO 매거진은 골롬트 은행의 CEO인 오돈바타르 아마르자야와의 인터뷰를 게재하여 지속 가능한 금융 및 경제 개발 분야에서 은행의 리더십을 강조했다.

## 2024년 사회적 책임
골롬트 은행은 교육, 의료, 문화 보존, 포괄성 분야의 이니셔티브를 지원한다.
• 유산 및 문화의 기원 프로젝트: 고고학 연구소 및 간단테그첸린 수도원과의 협력으로 3년째 진행 중인 이 프로젝트는 하르훌 칸 유적지에서의 계획된 발굴을 포함한 고고학 연구에 자금을 지원했다. "인게트 톨고이 기념물" 연구는 2024년 몽골 최고의 고고학 연구상에서 준우승을 차지했다.
• 몽골 전통 예술: 은행은 몽골 마린 후르 및 투멘-에흐 앙상블을 지원하여 국가 예술을 전 세계에 홍보했다.
• 100인 학생 장학 프로그램: 20년째 진행 중인 이 프로그램은 100명의 학생에게 장학금을 수여했으며, 시작 이래 1,800명 이상의 학생에게 혜택을 주었다.
• 모든 어린이를 위한 원스카이: 은행은 원스카이 인터내셔널의 몽골 가정 기반 아동 발달 놀이 센터를 지원하여 조기 아동 교육을 강화했다.
• 심장이 잊지 않는 프로젝트: 2020년부터 은행은 몽골 및 인접 국가의 유아 1,139명의 심장 수술과 31,322명의 건강 검진에 자금을 지원했다.
• 몽골 스페셜 올림픽: 은행은 모든 어린이를 위한 기회 프로젝트를 지원하여 6개 주에서 지적 장애를 가진 230명 이상의 어린이에게 혜택을 주었다.
이러한 노력을 통해 골롬트 은행은 교육, 의료, 문화 보존, 포괄성을 육성하고 몽골에서 긍정적인 변화를 이끌고 있다.